# دييغو مارين أغيليرا
دييغو مارين أغيليرا (بالإسبانية: Diego Marín Aguilera)‏، (1757-1799)، مخترع إسباني وأحد روائد الطيران المبكرين. ولد في لاكورونيا ديل كوندي،  صنع طائرة شراعية منزلقة، ذات أجنحة ترفرف، وطار بها، ووصل إلى ارتفاع حوالي 5 أو 6 م قاطعا مسافة تقدر بحوالي 300 إلى 500 ياردة وفقا لأصحابه.